# Naval Outlying Landing Field San Nicolas Island
Le Naval Outlying Landing Field San Nicolas Island ou NOLF San Nicolas Island (OACI : KNSI, FAA LID : NSI) est un aéroport militaire situé sur l'île San Nicolas, dans le comté de Ventura, en Californie, aux États-Unis. 
L'aéroport est administré par la Base navale du comté de Ventura et est l'un des nombreux terrains d'atterrissage périphériques navals exploités par l'US Navy. L'identifiant OACI de l'aéroport est KNSI. Bien que la plupart des aéroports et bases aériennes américains utilisent le même identifiant de localisation à trois lettres pour la FAA et l'IATA, le NOLF San Nicolas Island est attribué NSI par la FAA, et l'IATA a attribué NSI à l'Aéroport international de Yaoundé-Nsimalen à Yaoundé au Cameroun.

## Historique
L'US Navy a repris le terrain d'atterrissage en janvier 1933 de la Civil Aeronautics Authority (en). L'Autorité de l'aéronautique civile avait construit les deux pistes d'atterrissage dans les années 1930, deux pistes d'atterrissage d'urgence en terre.
À la fin de 1942, l'United States Army Air Corps a déterminé la nécessité de construire une base d'interception pour la défense aérienne du sud de la Californie. Celle-ci a été cédée à la marine quand l'armée n'avait plus besoin de la base. La station a mis en service le 26 septembre 1944 comme auxiliaire du Naval Air Station North Island, dans la baie de San Diego. Les unités Seabee de Port Hueneme, construisirent et exploitèrent de petites bases aériennes avancées. Les Consolidated PB4Y Privateer du Camp Kearny (en) utilisèrent la base pour l'entraînement jusqu'à la fin de la guerre. Les avions porteurs des stations du sud de la Californie ont également utilisé l'aérodrome pour s'entraîner.
La Naval Auxiliary Air Station San Nicolas se composait d'environ 54 km2 de l'île. L'effectif de la station comptait 121 officiers, 312 hommes enrôlés et neuf civils avec des casernes pour 100 officiers et 346 hommes enrôlés. Un dispensaire de 30 hommes et un auditorium d'une capacité de 300 personnes existaient également. Les avions de la station étaient généralement l'hydravion amphibie bimoteur Grumman G-44 Widgeon et le bombardier-torpilleur Grumman TBF Avenger.

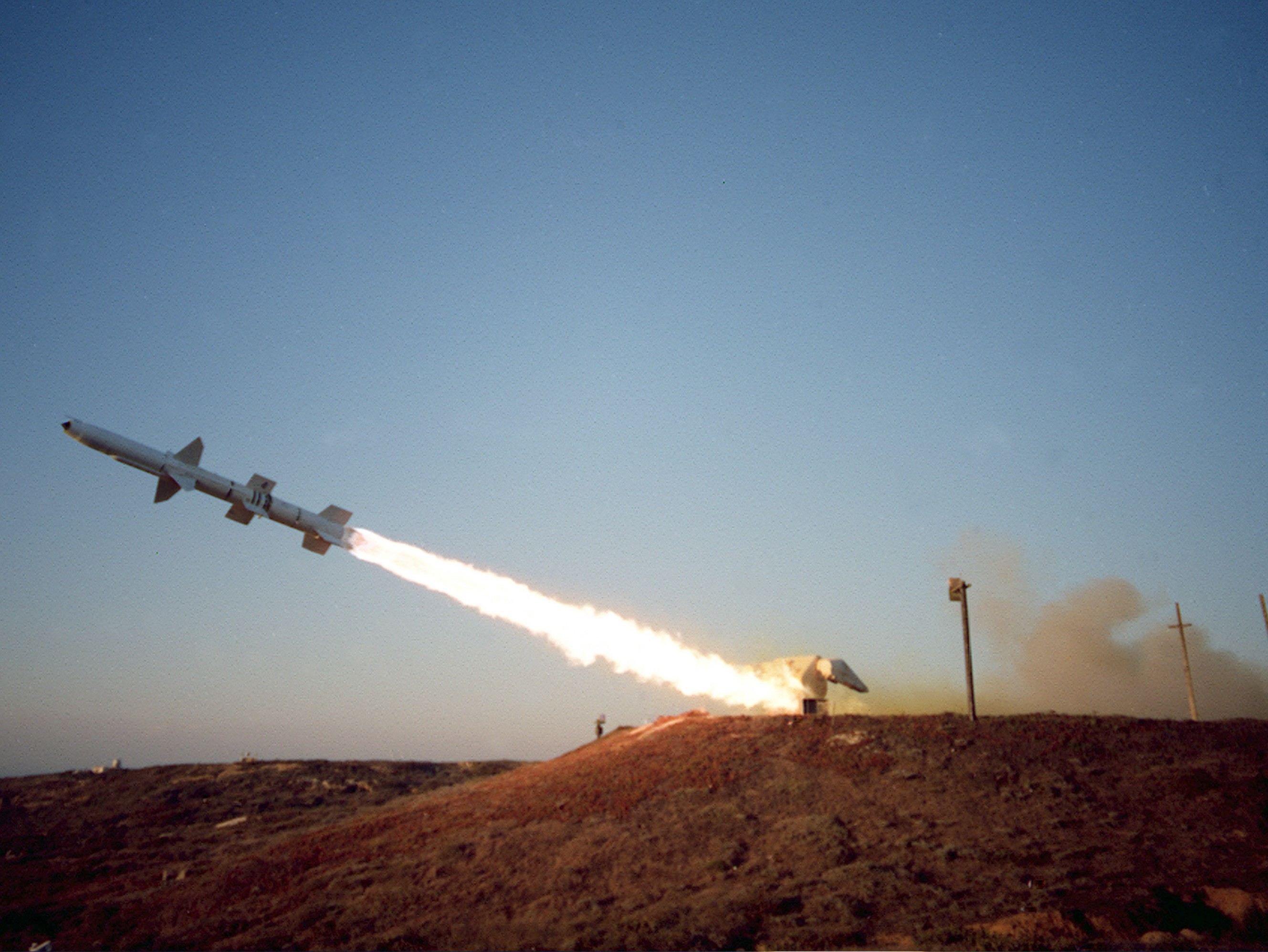
Tir du missile MQM-8G Vandal

Après la guerre, la marine a décidé de localiser tous les essais de drones et de missiles sur la côte ouest. L'île San Nicolas a été un facteur majeur dans ce choix car c'était un endroit idéal pour le placement d'équipements radar et de télémétrie pour observer les essais de missiles à Point Mugu. San Nicolas a été officiellement supprimé en tant que NAAS le 15 décembre 1946, devenant Auxiliary Landing Field of Point Mugu.
Aujourd'hui, San Nicolas fait partie intégrante du Pacific Missile Range Facility. Dans les années qui ont suivi, la piste a été améliorée et étendue à plus de 3 000 m. Outre les installations radar et de télémétrie, l'île possède également plusieurs sites cibles utilisés dans les essais de missiles.